# رخنوو (استان اوپوله)
رخنوو (به لهستانی: Rychnów) یک منطقهٔ مسکونی در لهستان است که در گمینا نامسووو واقع شده‌است.